# Дулут (тауншип, Миннесота)
Дулут (англ. Duluth) — тауншип в округе Сент-Луис, Миннесота, США. На 2010 год его население составило 1941 человек.

## География
По данным Бюро переписи населения США площадь тауншипа составляет 134,3 км², из которых 120,4 км² занимает суша, а 13,9 км² — вода (10,34 %).

## Демография
По данным переписи населения 2000 года здесь находились 1723 человека, 669 домохозяйств и 479 семей.  Плотность населения —  14,3 чел./км².  На территории тауншипа расположено 714 построек со средней плотностью 5,9 построек на один квадратный километр. Расовый состав населения: 98,26 % белых, 0,35 % афроамериканцев, 0,52 % коренных американцев, 0,12 % — других рас США и 0,75 % приходится на две или более других рас. Испанцы или латиноамериканцы составляли 0,46 % от популяции тауншипа. 19,3 % населения составляли норвежцы, 14,6 % немцы, 14,1 % шведы, 13,5 % финны, 7,0 % United States или American и 6,3% Irish по данным переписи населения 2000 года.
Из 669 домохозяйств в 30,2 % воспитывались дети до 18 лет, в 64,4 % проживали супружеские пары, в 5,1 % проживали незамужние женщины и в 28,4 % домохозяйств проживали несемейные люди. 23,8 % домохозяйств состояли из одного человека, при том 6,1 % из — одиноких пожилых людей старше 65 лет. Средний размер домохозяйства — 2,58, а семьи — 3,09 человека.
26,2 % населения — младше 18 лет, 6,4 % — в возрасте от 18 до 24 лет, 26,5 % — от 25 до 44, 29,9 % — от 45 до 64, и 10,9 % — старше 65 лет. Средний возраст — 41 год. На каждые 100 женщин приходилось 98,0 мужчин.  На каждые 100 женщин старше 18 приходилось 96,7 мужчин.
Средний годовой доход домохозяйства составлял 46 118 долларов, а средний годовой доход семьи —  57 292 доллара. Средний доход мужчин —  42 381  долларов, в то время как у женщин — 27 891. Доход на душу населения составил 23 116 долларов. За чертой бедности находились 1,7 % семей и 4,1 % всего населения тауншипа, из которых 2,8 % младше 18 и 4,5 % старше 65 лет.